# Zuzana Stivínová starší
Zuzana Stivínová starší (* 3. října 1940 Praha) je česká herečka, starší sestra hudebníka Jiřího Stivína a dcera herečky Evy Svobodové. Příznivcům Divadla Semafor jakož i televizním divákům je ponejvíce známa jakožto představitelka Zuzany z divadelní hry Jiřího Suchého Zuzana je sama doma (1960) a jejích pokračování Zuzana je zase sama doma (1961) a Zuzana není pro nikoho doma (1963). Stivínová v představeních Zuzana není pro nikoho doma nebyla na jevišti, její hlas zněl pouze ze záznamu. Pracovala i ve filmovém dabingu, dabovala např. postavu Ellen Pattersonové ve filmu Poklad na Stříbrném jezeře. V roce 1964 emigrovala do Francie a provdala se za výtvarníka Jašu Davida, nyní žije se svou rodinou v Paříži.

## Film
- 1963 Mezi námi zloději – role: nadlesní Vlastička, dcera Josefa Musila